# Raymond Franz
 Raymond Victor Franz (8 de maig 1922 – 2 de juny 2010), fou un Testimoni de Jehovà membre del Cos Governant de la societat Watch Tower des de l'any 1971 fins al 1980. Malgrat ser nebot de Frederick William Franz fou expulsat el 22 de novembre de 1980 per estar en desacord amb aquesta organització religiosa.

## Biografia
Franz nascut l'any 1922, esdevingué la tercera generació d'una família de "testimonis". El seu oncle Frederick William Franz, fou un dels principals ideòlegs de la societat, influint en el seu desenvolupament, en les pràctiques, en les doctrines del moviment, i fins i tot fou president de la societat des de l'any 1977 fins a la seva mort l'any 1992. El pare de Raymond, fou batejat el 1913 i quatre dels seus oncles eren Testimonis de Jehovà. Un d'ells, sortí de l'organització després de la fase profètica de 1925, quan Abraham, David i d'altres personatges bíblics havien de ressuscitar de manera imminent. Raymond va ser membre dels Testimonis de Jehovà a l'edat de 16 anys, el 1938, i fou un membre batejat el 1939. En el 1940, Franz augmentà la seva activitat religiosa per l'evangelització entrant al servei de pioner a temps complet dins de les zones considerades per l'organització com necessitades d'una atenció especial.

### Servei de missioner
El 1944, Franz rebé el diploma de l'escola de Galaad, escola del moviment per formar els missioners, i serví temporalment com a representant de l'organització a l'interior dels Estats Units fins al 1946, any on ell rebé la seva destinació de missioner a Puerto Rico. Franz esdevingué representant dels Testimonis de Jehovà per tot el Carib, va viatjar per les Illes Verges i la República Dominicana fins al 1957, any en què el moviment fou prohibit pel dictador Rafael Trujillo. A l'edat de 37 anys, Franz es casà amb Cynthia, que l'acompanyà en els seus viatges de missioner a partir de 1959. Tots dos van tornar a la República dominicana en el 1961 per evangelitzar durant quatre anys.

### Seu Mundial dels Testimonis de Jehovà
L'any 1965, Nathan Homer Knorr, tercer president de la Watch Tower, invità a Franz per treballar i viure a la Seu mundial dels Testimonis de Jehovà, a Brooklyn. Franz acceptà l'oferiment del president.
Franz començà a treballar al departament de redacció de l'organització i fou assignat per compondre amb altres col·laboradors l'Aid to Bible Understanding (Ajuda per entendre la Bíblia), el primer llibre enciclopèdic editat pels Testimonis de Jehovà. Franz i els seus col·laboradors van passar cinc anys fent la redacció, recerca de diverses traduccions i comentaris de la Bíblia, i van presentar un gran nombre de matèries bíbliques a Knorr per la seva aprovació,.

### Cos Governant
El 1971, Franz fou cridat a ser membre del Cos Governant dels Testimonis de Jehovà, un petit grup d'homes del més alt nivell de l'organització. Ell acceptà la funció i passà molts anys de viatge arreu del món tot inspeccionant l'estructura, el funcionament, i les pràctiques en matèria d'organització en tots els nivells, i supervisant les activitats de l'organització, dins de nombrosos països.

### Expulsió dels Testimonis de Jehovà
El novembre 1979 Franz expressà el seu desacord amb la manera de treballar del cos governant i amb alguns ensenyaments de la Societat.
El 21 maig de 1980, Franz és cridat a una sessió del cos governant. Ell acceptà de participar-hi i exposà el que pensava sobre diverses qüestions de l'organització i els seus ensenyaments.
Atès que Raymond Franz no podia ser objecte d'expulsió, la Watch Tower se serví d'un estratagema amb la finalitat d'apartar-lo del càrrec. Finalment fou acusat d'haver menjat en un restaurant amb el seu patró Peter Gregerson, qui el va precedir en l'organització.
Franz va ser expulsat de manera no oficial i anys després abandonà definitivament l'organització.

## Obra
- "Crisis de consciència", escrit l'any 1983 és un dels pocs testimonis dels secrets de funcionament de la més alta instància dels Testimonis de Jehovà. El llibre va ser publicat en set idiomes i ha tingut una tirada de 60.000 exemplars.
- A la recerca de la llibertat cristiana, escrit el 1991.

## Vegeu
- James Penton
- Prediccions dels Testimonis de Jehovà